# 离石县
离石县，中国旧县名。
战国时为赵国离石邑，秦朝置县，治所在今山西省吕梁市离石区。东汉灵帝末废。三国曹魏黄初三年（222年）复置。北魏明帝改置离石镇。北齐改为昌化县。后又改为离石县，为石州及离石郡治。唐朝以后为石州治。元朝时，并入方山县。明朝洪武初年，废县省入石州。隆庆元年（1567年）改石州为永宁州。民国初年，全国废府州厅改县，于1912年改为永宁县。因全国有多个永宁县，遂于1914年改为离石县。1918年，析置方山县。
1941年，晋绥抗日根据地在县东、县西分设离东县、离西县。1945年9月9日，晋绥军区358旅、独一旅攻占离石县城。1946年，离东县、离西县并入。1949年后，属兴县专区、榆次专区。1954年，与方山县合并为离山县，1958年再改为离石县，同年改属晋中专区。1967年，改属晋中地区。1971年划归吕梁地区，同年再度析置方山县，同时，离石县西部同与中阳县的西北部析置柳林县。1996年撤销，改设离石市。